# میخیل جانلیدزه
میخائیل جانلیدزه (به گرجی: მიხეილ ჯანელიძე) (زاده ۲۹ مارس ۱۹۸۱) یک دولتمرد سابق گرجی است که از سال ۲۰۱۷ تا ۲۰۱۸ معاون نخست‌وزیر گرجستان بود. وی در سپتامبر ۲۰۱۵ به عنوان معاون اول وزیر امور خارجه گرجستان منصوب شد و چندی بعد در همان سال وزیر امور خارجه گرجستان شد و تا سال ۲۰۱۸ در همین پست خدمت کرد.

## حرفه
پیش از وزارت خارجه، وی در وزارت اقتصاد و توسعه پایدار گرجستان به مدت شش سال مدیر بخش تجارت خارجی و امور اقتصادی بود. وی در طول این سالها به عنوان مذاکره کننده اصلی گرجستان با اتحادیه اروپا خدمت کرد. وی پیش از ورود به خدمات دولتی در بخش خصوصی به عنوان مدیر و کارآفرین در زمینه توسعه تجارت و مشاوره مدیریت کار می‌کرد.

## تحصیلات
ژانلیزه درسال ۲۰۰۲ مدرک کارشناسی روابط ین الملل را با کسب نمره عالی از دانشگاه دولتی تفلیس دریافت کرد. سپس تحصیلات تکمیلی خود را در رشته حقوق بین‌الملل و حقوق اروپا در آکادمی دیپلماتیک فدراسیون روسیه ادامه داد. در سال ۲۰۱۱، ژانلیزه مدرک کارشناسی ارشد خود را در رشته مدیریت بازرگانی دریافت کرد.

## زندگی شخصی
او متأهل است و یک دختر دارد. جانلیزه علاوه بر زبان مادری خود گرجی، به زبان‌های انگلیسی، آلمانی و روسی مسلط است.
| مناصب سیاسی               | مناصب سیاسی                       | مناصب سیاسی            |
| ------------------------- | --------------------------------- | ---------------------- |
| پیشین: گئورگی کویرکاشویلی | وزیر امور خارجه گرجستان ۲۰۱۵–۲۰۱۸ | پسین: دیوید زالکالیانی |